# Октябр (Прокоп'євський округ)
Октя́бр (рос. Октябрь) — селище у складі Прокоп'євського округу Кемеровської області, Росія.

## Населення
Населення — 97 осіб (2010; 106 у 2002).
Національний склад (станом на 2002 рік):
- росіяни — 96 %